# Christian Prudhomme

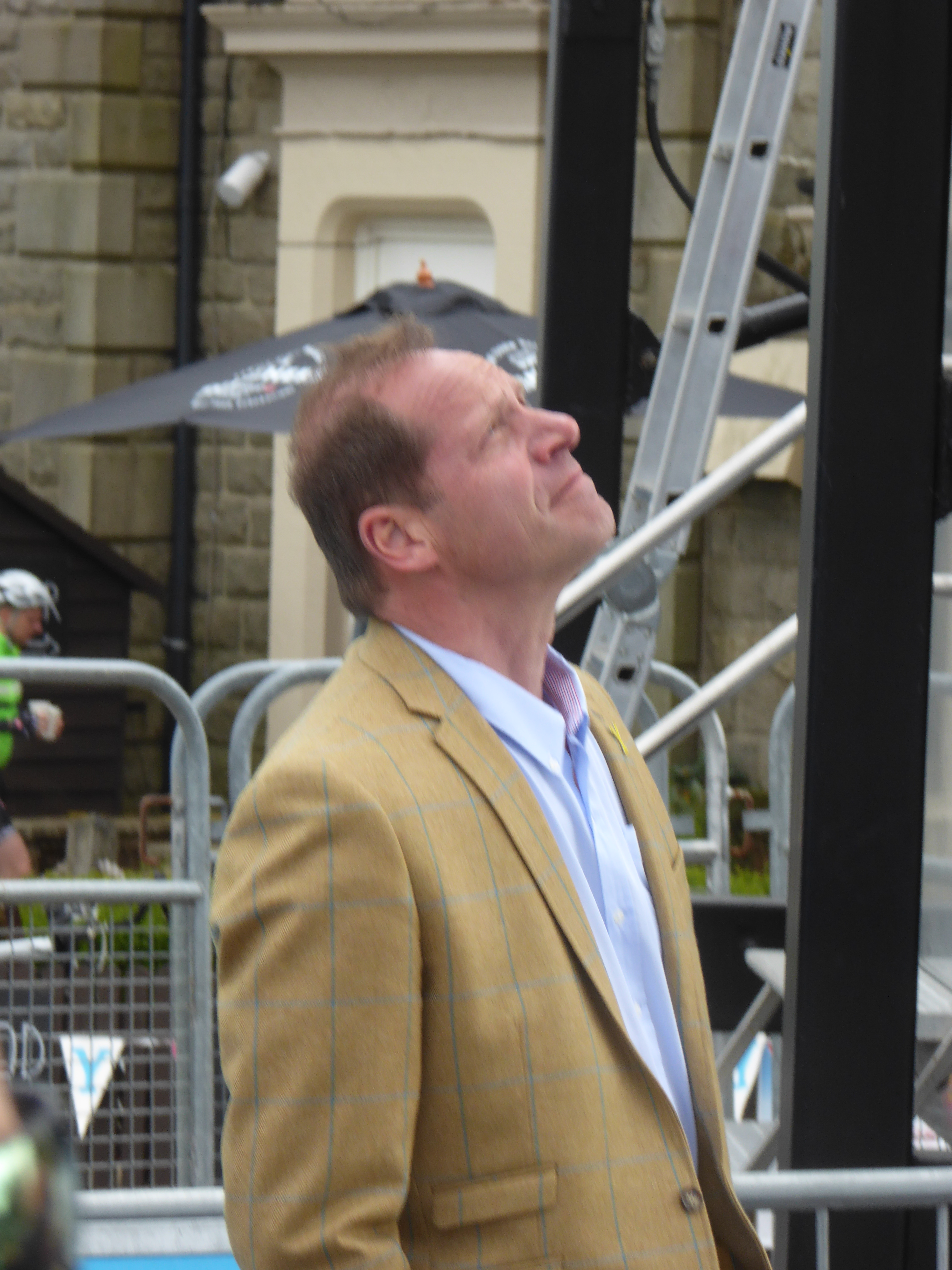
Christian Prudhomme

Christian Prudhomme (11 de novembro de 1960) é um jornalista especializado em esportes, francês.
É o diretor da prova Tour de France, desde 2005.
Atua como jornalista esportivo da France Télévisions. Foi um dos criadores da "L'Équipe TV", em 1998.